# 749 Malzovia
Malzovia (asteroide 749) é um asteroide da cintura principal, a 1,8537142 UA. Possui uma excentricidade de 0,1736152 e um período orbital de 1 227,13 dias (3,36 anos).
Malzovia tem uma velocidade orbital média de 19,88669041 km/s e uma inclinação de 5,38885º.
Esse asteroide foi descoberto em 5 de Abril de 1913 por Sergei Belyavsky, Grigory Neujmin.